# Слива домашняя 'Венгерка Московская'
Слива домашняя 'Венгерка Московская' — скороплодный, самоплодный сорт сливы домашней.

## Происхождение
Местный сорт Московской области. Возможно, является сеянцем от свободного опыления сорта 'Венгерка Домашняя'.

## Районирование
Введён в Государственный реестр по Центральному региону.

## Биологическое описание
Дерево среднерослое, с округло-шаровидной, раскидистой, довольно густой кроной.
Листья средней величины, удлиненные, зеленые.
Плодоношение на однолетнем приросте и на букетных веточках. Плоды ниже средней величины, массой 20 г. Форма плодов округло-овальная, иногда яйцевидная, асимметричная. Брюшной шов ясно выражен. Кожица темно-фиолетово-красной окраски, с интенсивным синевато-фиолетовым восковым налетом, грубая. Воронка средней глубины и ширины. Плодоножка средней длины, тонкая. Мякоть янтарно-желтая, грубая, сочная, очень плотная. Вкус кисло-сладкий, посредственный. Косточка средней величины, удлиненно-овальной формы, хорошо отделяется от мякоти.
Зимостойкость и устойчивость к грибным болезням средние. Продуктивность средняя — около 20—35 кг с дерева. Сорт скороплодный, высокосамоплодный, плодоносит практически ежегодно.